# Еміл Табаков
Еміл Табаков – болгарський диригент і композитор, автор симфонічної, вокально-симфонічної та камерної музики.  Міністр культури Болгарії (12 лютого 1997 — 21 травня 1997).

## Життєпис

### Дитинство та освіта

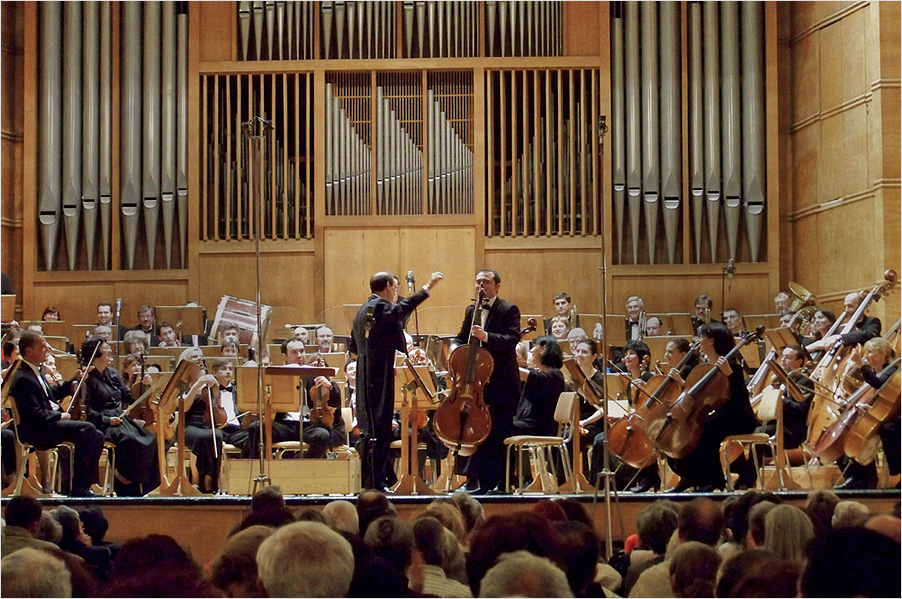
Еміл Табаков керував оркестром Болгарського національного радіо в сезоні 2009 – 2010.

Еміл Табаков народився 21 серпня 1947 в Русе, Болгарія. Закінчив Національну музичну академію у Софії за спеціальностями диригування у проф. Владі Симеонова, контрабас у проф. Тодора Тошева та композиція у проф. Марина Големінова. Виграв конкурс диригентів імені Миколая Малка в Копенгагені в 1977.

### Професійна кар’єра
Був диригентом Русенської філармонії, Камерного ансамблю солістів Софії, Софійської та Белградської філармонії, Симфонічного оркестру Білкент-Анкара та Симфонічного оркестру Болгарського національного радіо.

#### Творчість
До робіт Табакова належать:
- десять симфоній
- Концерт для оркестру
- Реквієм для хору та оркестру солістів
- Концерт для скрипки, вібрафона, маримби, дзвонів та змішаного хору
- Концерт для двох флейт з оркестром
- Концерт для фортепіано з оркестром
- Концерт для віолончелі та оркестру

Музика Табакова виконувалась у Болгарії, Німеччині, Португалії, США, Японії, Фінляндії, Франції, Австрії, Мексиці, Туреччині та ін. країнах.

### Громадська діяльність (1976 – понині)
У період 1976-1979 працював диригентом Русенської філармонії, у 1979 – 1988 обіймав посаду музичного керівника та диригента Камерного ансамблю Софійських солістів. 
Потім у 1985 був призначений диригентом, у 1987 – головним диригентом, у період 1988 – 2000 – музичним керівником та головним диригентом Софійської філармонії, а з 1994 по 1999 – також музичним керівником та головним диригентом. Белградської філармонії. 
У 1997 – міністр культури Болгарії у тимчасовому уряді Стефана Софіянського.
З 2008 по 2014 – директор Музичної дирекції Болгарського національного радіо та головний диригент Симфонічного оркестру Болгарського національного радіо.Член Спілки болгарських композиторів.
Табаков творив переважно для великих колективів, включаючи симфонії та інструментальні концерти. Його твори записані та доступні для ЗМІ.

## Композиції

### Симфонічний оркестр
- Концерт для контрабаса з оркестром (1975)
- Концерт для ударних (1976)
- "Зоряна музика" (1978) для симфонічного оркестру
- Симфонія № 1 (1981)
- Симфонія № 2 (1984)
- Концерт для симфонічного оркестру (1985)
- Концертна п'єса для тромбона та струнного оркестру (1985)
- Симфонія № 3 (1988)
- "Ad Infinitum" – концерт для симфонічного оркестру (1989)
- Концерт для оркестру (1995)
- Симфонія № 4 (1997)
- Симфонія № 5 (2000)
- Концерт для двох флейт з оркестром (2000)
- Симфонія № 6 (2001)
- Концерт для фортепіано з оркестром (2003)
- Симфонія № 7 (2005)
- Концерт для віолончелі з оркестром (2006)
- Концерт для альта з оркестром (2007)
- Симфонія № 8 (2009)
- Симфонія № 9 (2015; прем'єра 18 березня 2018 в залі Болгарії)
- Симфонія № 10 (2019; прем'єра 14 березня 2019 в залі "Болграрія")

### Вокально-симфонічні
- Кантата "Тарновград Великий – 1393" (1976)
- Реквієм для 4 солістів, хору та оркестру (1994)